# Battaglia di Las Cahobas
La battaglia di Las Cahobas fu un episodio della rivoluzione haitiana.

## La battaglia
All'inizio di aprile, la città di Lascahobas, occupata dagli spagnoli, venne presa d'assalto dalle truppe repubblicane francesi comandate da Toussaint Louverture, supportato dal governatore Lavaux il 6 aprile: